# كورا بلاغ (تشايبارة)
كورا بلاغ (بالفارسية: کورابلاغ) هي قرية تقع في أذربيجان الغربية في إيران. يقدر عدد سكانها بـ 103 نسمة بحسب إحصاء 2016.